# Dirosàurids
Els dirosàurids (Dyrosauridae) són una família d'arcosaures crocodilomorfs neosucs que van viure des del Maastrichtià a l'Eocè, a Àfrica, Europa, Àsia, Amèrica del Nord i Sud-amèrica. Els dirosàurids van ser un dels pocs grups de rèptils marins que van sobreviure a l'extinció de finals del Cretaci. Els dirosàurids es van considerar un grup exclusivament africà, però recents descobriments demostren que hauria habitat en gairebé tots els continents. De fet les formes basals s'han trobat a Amèrica del Nord.

## Diversitat
S'han descrit molts gèneres diferents, variant en la grandària total i la forma del crani. Gèneres com Dyrosaurus posseïen un musell llarg i estret amb nombroses dents, la qual cosa indicaria una dieta de peixos similar al gavial actual. Va ser un gran animal, de prop de 6 metres de llarg. El més gran, possiblement més de 9 metres de llarg va ser Phosphatosaurus. Més robust en la seva morfologia, les seves mandíbules eren relativament més curtes, amples i molt més fortes, amb dents grans, en part arrodonits. Aquesta morfologia de la mandíbula hauria estat inadequada per atrapar preses esmunyedisses com els peixos, en el seu lloc hauria tingut una dieta que implica atrapar i destruir animals marins més grans com a tortugues marines.

## Taxonomia
La família dels dirosàurids inclou els següents gèneres:
- Acherontisuchus
- Arambourgisuchus
- Atlantosuchus
- Cerrejonisuchus
- Chenanisuchus
- Congosaurus
- Dyrosaurus
- Guarinisuchus
- Hyposaurus
- Phosphatosaurus
- Rhabdognathus
- Sokotosuchus
- Tilemsisuchus